# ウェストミンスター小教理問答

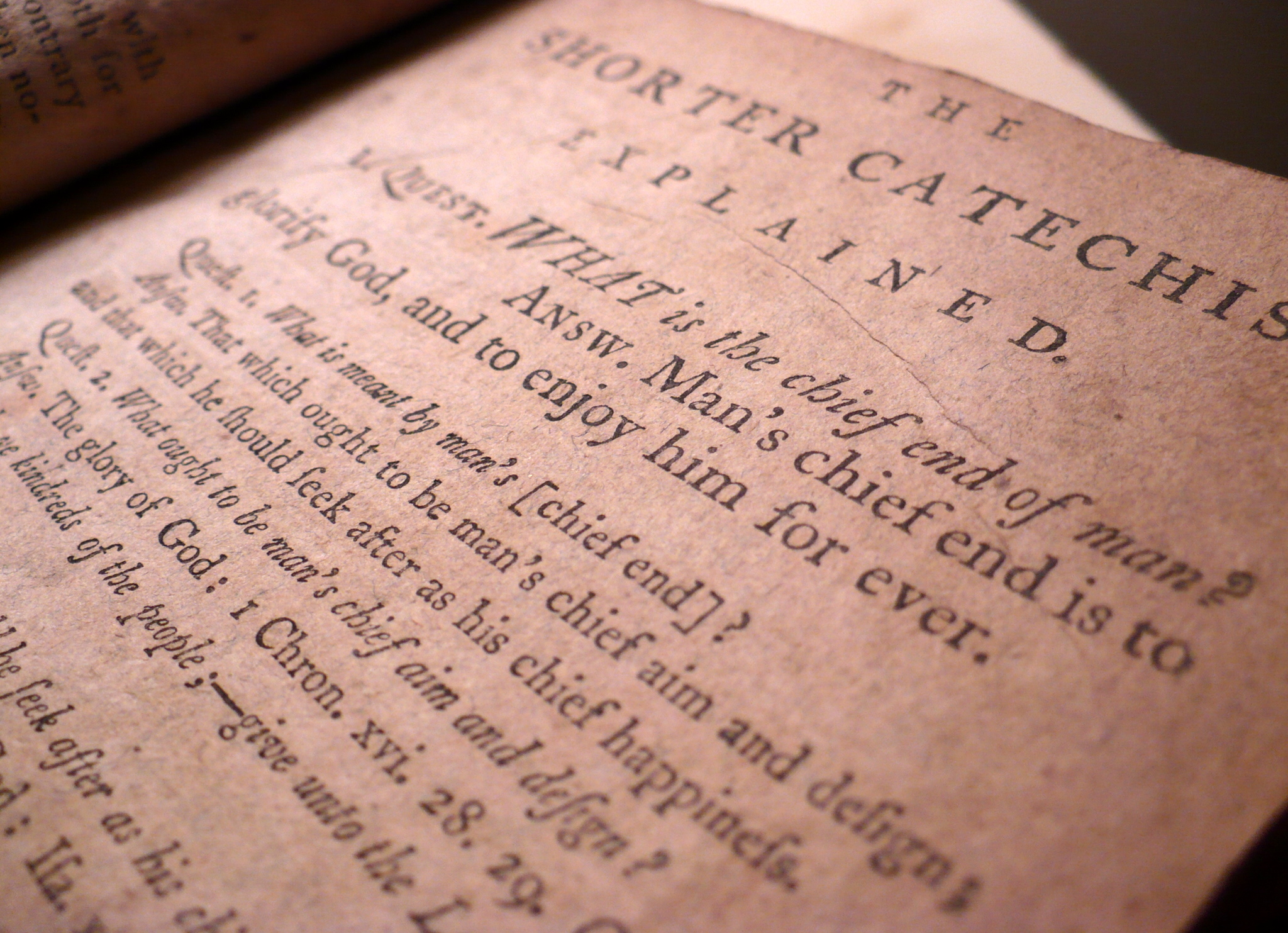
The Shorter Catechism Explained（1785）の最初のページ

ウェストミンスター小教理問答、（ウェストミンスターしょうきょうりもんどう、英語: The Westminster Shorter Catechism）は、1640年代にイングランドとスコットランドの神学者によって書かれた小教理問答である。ウェストミンスター会議は、この教理問答と、ウェストミンスター信仰告白、ウェストミンスター大教理問答を作成した。これらの3文書は、プロテスタントの偉大な教理の宣言であるとみなされている。1647年に完成し、1648年4月14日に長期議会に提出された。
下記の問いはこの教理問答の最初の問いであり、最も有名である。
Q. What is the chief end of man?

A. Man's chief end is to glorify God, and to enjoy him forever.
Q.人の生きるおもな目的は何か？

A.神の栄光をあらわし、永遠に神を喜ぶことである。